# Sydney Wooderson
Sydney Charles Wooderson MBE (Camberwell, 30 augustus 1914 – Dorset, 21 december 2006) was een Engelse atleet, die was gespecialiseerd in de middellange en lange afstand. Zijn bijnaam was Mighty Atom (machtig atoom). Hij vestigde wereldrecords op de 800 m, 880 yd en 1 Engelse mijl.

## Loopbaan
Bij zijn geboorte was Wooderson mager met een geboortegewicht onder de 3 kg. In verband met zijn slechtziendheid werd hij afgekeurd voor de militaire dienst (later werd hij zelfs blind). Op achttienjarige leeftijd was hij echter de eerste Britse middelbare scholier die de mijl binnen de 4,30 minuten liep en hij was nog negentien, toen hij in 1934 met een tijd van 4.13,4 op de mijl de zilveren medaille veroverde op de Gemenebestspelen in Londen.
Van 1935 tot 1939 won Wooderson vijfmaal achter elkaar het Britse AAA-kampioenschap op de mijl. Op 20 augustus 1938 verbeterde hij in Motspur Park tegelijkertijd de wereldrecords op de 800 m (1.48,4) en 880 yd (1.49,2). In 1945 liep hij zijn snelste mijl ooit. Zijn tijd bedroeg 4.04,2.
In 1946 won hij op de Europese kampioenschappen in Oslo de 5000 m. In 1948 werd hij Brits kampioen veldlopen.
Sydney Wooderson heeft nooit mee kunnen doen aan de Olympische Spelen; in 1936 had hij een enkelblessure, terwijl de Olympische Spelen van 1940 en 1944 werden afgelast. In de Tweede Wereldoorlog werkte hij tijdens de Blitz als brandweerman en bediende hij de radar voor de Royal Electrical and Mechanical Engineers. Hij mocht de olympische fakkel niet dragen tijdens de openingsceremonie van de Olympische Spelen in Londen, waarschijnlijk omdat hij arm en lelijk was (dunne benen en dikke bril). Hij leed aan acute reuma.
In 2000 werd Wooderson onderscheiden met een benoeming tot Lid in de Orde van het Britse Rijk.

## Titels
- Europees kampioen 1500 m - 1938
- Europees kampioen 5000 m - 1946
- Brits AAA-kampioen 1 Eng. mijl - 1935, 1936, 1937, 1938, 1939
- Brits AAA-kampioen 3 Eng. mijl - 1946
- Brits kampioen veldlopen - 1948

## Persoonlijke records
| Onderdeel   | Prestatie         | Jaar |
| ----------- | ----------------- | ---- |
| 440 yd      | 49,3 s            | 1938 |
| 800 m       | 1.48,4 s (ex-WR)  | 1938 |
| 880 yd      | 1.49,2 s (ex-WR)  | 1938 |
| 1500 m      | 3.48,4 s          | 1945 |
| 1 Eng. mijl | 4.04,2 s          | 1945 |
| 2 Eng. mijl | 9.05,0 s          | 1946 |
| 3 Eng. mijl | 13.53,2 s (ex-NR) | 1946 |
| 5000 m      | 14.08,6 s         | 1946 |

## Palmares

### 1500 m
- 1938:  EK - 3.53,6

### 1 Eng. mijl
- 1934:  Gemenebestspelen - 4.13,4
- 1935:  Britse AAA-kamp. - 4.17,2
- 1936:  Britse AAA-kamp. - 4.15,0
- 1937:  Britse AAA-kamp. - 4.12,2
- 1938:  Britse AAA-kamp. - 4.13,4
- 1939:  Britse AAA-kamp. - 4.11,8

### 3 Eng. mijl
- 1946:  Britse AAA-kamp. - 13.53,2

### 5000 m
- 1946:  EK - 14.08,6

## Onderscheidingen
- Member of the British Empire (MBE) - 2000

- Gemeinsame Normdatei: 1328250342
- International Standard Name Identifier: 0000 0000 4713 7777
- Library of Congress Control Number: nr00001983
- Système universitaire de documentation: 190924667
- Virtual International Authority File: 61380319
- WorldCat: E39PBJkhPx8m3m3rG74MmcgxjC